# Bornova (rivière)
Pour les articles homonymes, voir Bornova.
Le Bornova est un cours d’eau espagnol d'une longueur de 47 km qui coule dans la communauté autonome de Castille-La Manche. Il prend sa source dans la Sierra de Alto Rey (es), partie orientale du Système central, et coule vers le sud. Il se jette dans l'Henares à environ 5 km en aval de Jadraque.

## Source de la traduction
- (es) Cet article est partiellement ou en totalité issu de l’article de Wikipédia en espagnol intitulé « Río Bornova » (voir la liste des auteurs).